# Alergija na kravlje mleko
Alergija (nepodnošenje, intolerancija) na kravlje mleko najčešći je klinički entitet u okviru „protein-senzitivnog sindroma” koji se javlja u ranom detinjstvu. Zajedno sa kikirikijem i orašastim plodovima, kravlje mleko je jedna od najčešćih namirnica koja može da izazove anafilaktičke reakcije.
Simptomi alergije mogu se ispoljavati brzo ili postepeno. Prvo može nastati anafilaktična reakcija (koja je potencijalno opasnosna po život i koja zahteva lečenje epinefrinom), a zatim atopijski dermatitis, zapaljenje jednjaka, enteropatiju (koja uključuje tanko crevo) i proktokolitis koji uključuju rektum i debelo crevo. 
Poremećaj je, najčešće, prolaznog karaktera i primarno se javlja kod odojčadi sa naslednom sklonošču alergiji.

## Definicija
Definicija ovog kliničkog entiteta i dalje izaziva konfuziju među lekarima. Reči kao što su alergija, nepodnošenje intolerancija, netolerancija i preosetljivost  koriste se naizmenično. Prihvaćena definicija alergije je „reakcija preosetljivosti izazvana specifičnim imunološkim mehanizmima“.
Kada je reč o laktozi iz mleka ne postoji takva stvar kao što je „alergija na laktozu“, već nepodnošenje, intolerancija ili netolerancija na laktozu.

## Istorija
Na moguće neželjene efekte kravljeg mleka ukazao je još Hipokrat 370. godine p. n. e. rekavši:
Ono što je hrana za jednu osobu može da predstavlja otrov za drugu.
Od tada,interesovanje za ovu vrstu poremećaja, naročito kod dece i problemi dijagnostikovanja su u stalnom porastu. Franc Ingelfinger izneo je 1949. godine da se:
Dijagnoza gastrointestinalne alergije često donosi, retko procenjuje i još ređe potvrđuje
Uvid u učestalost pogrešnih dijagnoza i tretmana, doveo je u skorije vreme do saradnje između pedijatara alergologa i gastroenterologa što je rezultovalo napredkom u standardizaciji preventivnih, terapijskih i dijagnostičkih procedura u gastrointestinalnoj alergiji na hranu. 

## Epidemiologija
Alergija na kravlje mleko se javlja kod 2—3% dece, uglavnom kod novorođenčadi u periodu dojenja i malog deteta u razvijenim zemljama sveta. Ova procena je zasnovanu na broju alergija izazvanih antitelima; prevalencija alergije na bazi celularnog imuniteta nije poznata.
Za sve starosne grupe, prema podacima iz pedeset studija sprovedenih u Evropi, procenjna je učestalos poremećaja kod 6,0% slučajeva sa pretpostavljenom alergijom i kod 0,6% slučajeva sa potvrđenom alergijom. Prema podaci iz nacionalnih istraživanja u Sjedinjenim Američkim Državama, sakupljenim od 2005 do 2006. godine, utvrđena je kod šestogodišnjaka i starije dece prevalenca serumske IgE u alergijama na mleko kod ispod 0,4% slučajeva.
Sreće se najčešće kod odojčadi u drugom tromesečju života, a manifestuje se:
- hroničnom nehemoragijskom dijarejom,
- poremećajem napredovanja
- sideropenijskom anemijom.

## Klinička slika
Alergija na mleko je uglavnom bolest u detinjstvu i ranom detinjstvu. Pogođena novorođenčad obično obole u prvih 6 meseci života, a jedan pregled je izvestio da većina odojčadi razvije simptome pre 1 meseca starosti, često u roku od 1 nedelje nakon uvođenja proteina kravljeg mleka u njihovu ishranu.
Međutim, na dojenčad mogu uticati i mlečni proizvodi koje je majka unosila i eliminisala u njenom (majčinom mleku). Retko je pojava simptoma nakon 12 meseci života. Većina obolele dece ima jedan ili više simptoma koji uključuju jedan ili više organskih sistema, uglavnom gastrointestinalni trakt i/ili kožu. 
Jedan nedavni pregled sugeriše da su gastrointestinalne alergije na hranu obično povezane sa širokim spektrom ekstra-intestinalnih manifestacija kao što su:
- umor,
- crvenilo oko usta, koprivnjača,
- otoci u području očiju,
- ekcem,
- čirevi u ustima,
- bol u zglobovima/hipermobilnost,
- loš san,
- noćno znojenje,
- glavobolja,
- mokrenje u krevet

- povraćanje, proliv, nekada sa prisustvom krvi i sluzi u stolici,
- nenapredovanje u težini,
- malokrvnost.

Većina reakcija je blage do umerene, ali može doći i do anafilaksije opasne po život (1–2 %).

## Dijagnoza
Dijagnoza se zasniva na alergijskim testovima na proteine kravljeg mleka, nakon prethodno detaljno uzete lične i porodičneanamneze, kompletnom kliničkog pregleda i odgovarajućim laboratorijskim i drugim ispitivanjima prilagođenim tipu hipersenzitivnosti i karakteru tegoba bolesnika. 
Kod svih bolesnika sa hroničnom prolivom neophodno je isključiti intoleranciju laktoze, kao i intestinalne i ekstraintestinalne infekcije kao potencijalne uzroke tegoba. Za dokazivanje reaginske preosetljivosti na proteine kravljeg mleka potrebno je uraditi kožnu probu i/ili odrediti nivo specifičnih IgE antitela u serumu. 
Od pomoćnog dijagnostičkog značaja je nalaz većeg broja eozinofila u perifernom razmazu krvi. Za pouzdanu potvrdu alergijskog proktokolitisa i protein-senzitivne enteropatije, odnosno enteritisa, međutim, neophodno je uraditi biopsiju sa patohistološkim pregledom uzoraka sluzokože. 

Bitan dijagnostički značaj, svakako, ima i povlačenje tegoba bolesnika po prelasku na eliminacionu dijetu.
| Eliminacija i provokacija nepodnošenja              | Imunološki testovi | Gastroenterološki testovi |
| --------------------------------------------------- | --- | --- |
| - Otvorena/slepa/dvostruko- slepa (Zlatni standard) | - Kožni-prick test,određenih antigena - IgE antitela hrane (RAST) - IgG antitela hrane - Cirkulišući imuni kompleksi C1q veza - Plazma histamin,degranulacija bazofila - Inhibicija migracije leukocita | - Biopsija želuca - Biopsija sluznice tankog creva - Rektosigmoidoskopija i biopsija - Ispitivanje apsorpcije šećera - Analize stolice (α1-antitripsin,krv) |

## Terapija
Lečenje alergičnih pojedinaca slučajnim gutanjem mlečnih proizvoda varira u zavisnosti od osetljivosti osobe. Može se propisati antihistaminik kao što je difenhidramin (Benadril). Ponekad će se propisati prednizon da bi se sprečila moguća reakcija preosetljivosti tipa I u kasnoj fazi.
Teške alergijske reakcije (anafilaksa) mogu zahtevati lečenje epinefrinskim autoinjektorom, uređajem za ubrizgavanje koji je dizajniran za upotrebu od strane stručnjaka koji nisu zdravstveni radnici kada je hitno lečenje opravdano. Druga doza je potrebna u 16–35% epizoda.
Osnovu terapije alergije čini eliminaciona dijeta. Ukoliko je dete na ekskluzivnoj prirodnoj ishrani, eliminaciona dijeta se propisuje majci, dok se odojčetu koje se veštački hrani daju mlečne formule bazirane na ekstenzivnom proteinskom hidrolizatu, a nakon tog uzrasta koriste se formule sojinog mleka. Zbog visokog rizika od senzibilizacije, sojino mleko se odojčetu alergičnom na proteine kravljeg mleka, posebno onom sa nereaginskim oblikom preosetljivosti i mlađem od 6 meseci, ne savetuje.
Pored navedenih proizvoda, postoje i mlečne formule sačinjene od slobodnih amino kiselina, ali su one primarno namenjene ishrani dece koja su senzibilisana na ekstenzivne proteinske hidrolizate.
Zbog čitavog niza nutritivnih nedostataka, kao i velikog rizika od unakrsne i naknadne senzibilizacije, ovče i kozje mleko se ne preporučuju deci koja ne podnose proteine kravljeg mleka.

## Prognoza
Poremećaj tolerancije na proteine iz kravljeg meleka
Poremećaj tolerancije na proteine iz kravljeg mleka predstavlja prolaznu pojavu. U nereaginskom obliku preosetljivosti, koji se sreće u alergijskom proktokolitisu i proteinsenzitivnoj enteropatiji, kod najvećeg broja bolesnika tolerancija proteina kravljeg mleka se uspostavlja u uzrastu od godinu dana. U tom smislu navršena prva godina predstavlja najčešći termin provokacije tolerancije proteina kravljeg mleka. Zbog rizika od težih alergijskih reakcija, izvođenje ove procedure se ne savetuje van bolničkih uslova.
Reaginski oblik preosetljivosti
U reaginskom obliku hipersenzitivnosti poremećaj obično traje duže, a izuzetno retko i doživotno. Značajan broj bolesnika sa reaginskim oblikom preosetljivosti na proteine kravljeg mleka u kasnijem detinjstvu boluje od astme i drugih alergijskih manifestacija od strane respiratornog sistema.

## Prevencija
Osnovu prevencije poremećaja tolerancije proteina kravljeg mleka čini prirodna ishrana, odnosno, kao njena alternativa, standardna mlečna formula. Kod odojčadi sa izrazitom atopijskom konstitucijom, međutim, signifikantnu profilaktičnu prednost u odnosu na standardne formule kravljeg mleka imaju parcijalni proteinski hidrolizati.
Takođe zbog visokog rizika od senzibilizacije, odojčetu alergičnom na proteine kravljeg mleka nemlečna hrana se ne savetuje pre navršenih 6 meseci. Takođe, uvođenje žumanca i pšeničnog brašna treba odložiti do navršenih godinu dana.

## Spoljašnje veze
|  | Molimo Vas, obratite pažnju na važno upozorenje u vezi sa temama iz oblasti medicine (zdravlja). |